# Mélia (patronyme)
Pour les articles homonymes, voir Mélia.
Cette page présente le nom de famille Mélia ainsi que ses variantes.
Mélia (მელია ou მელა en langue géorgienne) est un patronyme originaire de Géorgie, dans le Caucase.  

## Étymologie
Les étymologistes géorgiens estiment généralement que ce nom provient du mot mélia (ou mela), le renard : il s'inscrit dans la tradition chrétienne orthodoxe.
D’autres noms de famille dérivent du mot mélia, Méliava, Méliva, Méloua ou Meladzé.

## Mythologie
- Melia (mythologie) (en) : le nom est porté par différentes figures mythologiques grecques, ou divinités, souvent des nymphes, dont les Méliades, ou Mélies ou nymphes méliennes.
  - Mélia, une océanide

## Histoire
Le nom paraît remonter à l'antiquité, en tout cas aux années 1700, date à laquelle le nom de famille apparaît nettement.

### XIXesiècle
- Pius Melia (en) (1800-1883), théologien jésuite italien.

### XXesiècle
Après l’invasion de l’Armée rouge, en 1921, des Mélia, Méliava et Méloua, afin de sauver leur vie, quittent leur pays avant qu’il ne soit verrouillé, et rejoignent d’autres pays comme la France,.
- Élie Mélia (1915-1988), réfugié en Belgique, puis en France ;
- Alexandre (dit Sacha) Méliava (1908-1968), réfugié en France ;
- Mirian Méloua (1903-1991), réfugié en France ;

### XXIesiècle
Les enfants d'Élie Mélia vivent en Europe occidentale : 
- Nina Mélia,
- Élie Mélia, fils,
- Kéthévane Mélia.

Les enfants de Sacha Méliava ont vécu, ou vivent, en France : 
- Guy Méliava (1939-2006), designer (vitraux),
- Michel Méliava, ingénieur,
- Natacha Méliava, conseil en entreprise,
- Serge Méliava (1937-2011)[5].

Des Mélia, Méloua ou Melua ont vécu, ou vivent, en Europe occidentale :  
- Chantal Mélia (née en 1947), formant avec François Loriot (1947-2014) le couple d'artistes Loriot & Mélia,
- Hélène Méloua[6], chef de collection de mode française,
- Katie Melua, chanteuse britannique,
- Luc Méloua (1936-2010), motoriste et journaliste français,
- Mirian Méloua (en), fils, rédacteur en chef des Infos Brèves France Géorgie[7].

Le patronyme Mélia (მელია) est bien entendu porté en Géorgie (mais l'accent aigu sur le e, qui devrait pourtant apparaître dans sa transcription en langue française, est souvent oublié par les sources dans cette langue concernant les personnalités le portant) : 
- Nikanor (Nika) Mélia (ნიკანორ (ნიკა) მელია, né en 1979), homme politique géorgien,
- Salomé Mélia (სალომე მელია, née en 1987), joueuse d'échecs géorgienne.

Le même patronyme est aussi porté aux États-Unis, sous la forme Melia, conformément aux usages de transcription en langue anglaise, c'est celui de : 
- Tim Melia (né en 1986), joueur américain de football (soccer).